# Lista de mamíferos do Pleistoceno
O Pleistoceno foi caracterizado pela presença de mamíferos e de pássaros gigantes. Mamutes e seus primos os mastodontes, búfalos, tigres dentes-de-sabre e muitos outros mamíferos grandes viveram no Pleistoceno. No fim da era todas estas criaturas foram extintas.
Foi durante o pleistoceno que ocorreram os episódios mais recentes de glaciações, ou de idades de gelo. Muitas áreas de zonas temperadas do mundo foram alternadamente cobertas por geleiras durante períodos frios e descoberta durante os períodos interglaciais mais quentes em que as geleiras recuaram.
Segue-se uma lista de alguns dos animais que viveram naquela época.

## Lista de Animais
| - Alce-gigante - Arctodus - Arsinoitherium zitteli - Bisão-antigo - Bisão-de-cornos-longos - Búfalo-gigante - Camelops - Castor-gigante - Cavalo-gigante - Colossochelys - Dasypus bellus - Doedicurus - Elasmotherium - Elefante-de-presas-retas - Elefante-nauman - Gigantopithecus - Glossotherium - Glyptodonte - Hiena-gigante - Holmesina - Homotherium - Hoplophorus - Leão-americano - Leão-das-cavernas - Leão-marsupial - Lobo-terrível - Macrauchenia - Mamute - Mamute-anão - Mamute-columbino - Mamute-imperial - Mamute-lanudo - Mamute-meridional - Mastodonte - Mastodonte-americano - Megalania - Megalonyx - Megantereon - Megatherium - Meiolania - Onohippidium - Palaeolama - Pampatherium - Procoptodon - Rinoceronte-lanudo - Sivatherium - Sivatherium-africano - Tigre-dentes-de-sabre - Toxodon - Urso-das-cavernas |